# Allocosa iturianella
Allocosa iturianella là một loài nhện trong họ wolfspinnen (Lycosidae).
Loài này thuộc chi Allocosa. Allocosa iturianella được Carl Friedrich Roewer miêu tả năm 1959.